# István Gáli
István Gáli (Bodroghalom, 5 luglio 1943 – Budapest, 20 febbraio 2020) è stato un pugile ungherese.
Peso welter, vinse la medaglia di bronzo ai campionati europei del 1967 a Roma. L'anno dopo rappresentò il suo paese alle Olimpiadi di Città del Messico ma fu sconfitto al terzo turno.